# Саут-Джексонвілл (Іллінойс)
Саут-Джексонвілл (англ. South Jacksonville) — селище (англ. village) в США, в окрузі Морган штату Іллінойс. Населення — 3302 особи (2020).

## Географія
Саут-Джексонвілл розташований за координатами 39°41′57″ пн. ш. 90°13′26″ зх. д. / 39.69917° пн. ш. 90.22389° зх. д. (39.699237, -90.223919).  За даними Бюро перепису населення США в 2010 році селище мало площу 6,08 км², з яких 5,93 км² — суходіл та 0,15 км² — водойми.

## Демографія
Згідно з переписом 2010 року, у селищі мешкала 3331 особа в 1574 домогосподарствах у складі 935 родин. Густота населення становила 548 осіб/км².  Було 1671 помешкання (275/км²).
Расовий склад населення:
| - 96,1 % — білих - 1,6 % — чорних або афроамериканців - 0,5 % — азіатів - 0,1 % — корінних американців |

До двох чи більше рас належало 1,1 %. Частка іспаномовних становила 0,9 % від усіх жителів.
За віковим діапазоном населення розподілялося таким чином: 19,9 % — особи молодші 18 років, 58,5 % — особи у віці 18—64 років, 21,6 % — особи у віці 65 років та старші. Медіана віку мешканця становила 46,0 року. На 100 осіб жіночої статі у селищі припадало 82,7 чоловіків;  на 100 жінок у віці від 18 років та старших — 77,8 чоловіків також старших 18 років.
Середній дохід на одне домашнє господарство  становив 62 282 долари США (медіана — 55 602), а середній дохід на одну сім'ю — 76 382 долари (медіана — 74 583). Медіана доходів становила 53 214 долари для чоловіків та 40 186 доларів для жінок. За межею бідності перебувало 6,9 % осіб, у тому числі 1,1 % дітей у віці до 18 років та 9,2 % осіб у віці 65 років та старших.
Цивільне працевлаштоване населення становило 1747 осіб. Основні галузі зайнятості: освіта, охорона здоров'я та соціальна допомога — 39,0 %, виробництво — 12,0 %, публічна адміністрація — 9,6 %, роздрібна торгівля — 8,9 %.